# Lomonossows Satz über invariante Unterräume
Lomonossows Satz über invariante Unterräume ist ein mathematischer Satz aus der Funktionalanalysis über invariante Unterräume eines linearen Operators. Der Satz wurde 1973 von dem russischen Mathematiker Viktor Lomonossow bewiesen.

## Lomonossows Satz über invariante Unterräume
{\displaystyle {\mathcal {B}}(X):={\mathcal {B}}(X,X)} bezeichnet den Raum der beschränkten linearen Operatoren von {\displaystyle X} nach {\displaystyle X}.

### Invariante Unterräume
Ein  invarianter Unterraum eines Operators {\displaystyle T\in {\mathcal {B}}(X)} ist der abgeschlossene Unterraum {\displaystyle M\subset X} mit {\displaystyle M\neq \{0\}}, so dass {\displaystyle T(M)\subset M}, d. h. {\displaystyle Tx\in M} für jedes {\displaystyle x\in M}.

### Aussage
Sei {\displaystyle X} ein unendlichdimensionaler komplexer Banachraum, {\displaystyle T\in {\mathcal {B}}(X)} sei kompakt und {\displaystyle T\neq 0}, und {\displaystyle S\in {\mathcal {B}}(X)} ein Operator der mit {\displaystyle T} kommutiert. Dann existiert ein invarianter Unterraum {\displaystyle M} des Operators {\displaystyle S}, d. h. {\displaystyle S(M)\subset M}.